# Maximiliano de Hesse-Cassel
Maximiliano de Hesse-Cassel (28 de maio de 1689 - 8 de maio de 1753) foi um nobre alemão, Generalfeldzeugmeister, Generalfeldmarschall e Reichsgeneralfeldmarschall no exército do Sacro Império Romano-Germânico.

## Família
Maximiliano foi o décimo-segundo filho do conde Carlos I de Hesse-Cassel com a duquesa Maria Amália da Curlândia. Entre os seus irmãos estava o conde Guilherme VIII de Hesse-Cassel, o rei Frederico I da Suécia e a condessa Maria Luísa de Hesse-Cassel, uma antepassada da actual família real holandesa. Os seus avós paternos eram o conde Guilherme VII de Hesse-Cassel e a marquesa Edviges Sofia de Brandemburgo. Os seus avós maternos eram o duque Jacob Kettler e a marquesa Luísa Carlota de Brandemburgo.

## Casamento
Em 1720, Maximiliano casou-se com a condessa Frederica Carlota de Hesse-Darmstadt, filha do conde Ernesto Luís de Hesse-Darmstadt. O casamento tinha como objectivo simbolizar a nova harmonia existente entre Hesse-Cassel e Hesse-Darmstadt, mas complicou-se pelo facto de ambas as famílias verem com maus olhos a vida extravagante de Maximiliano. Em 1723, o seu pai ofereceu-lhe Jesberg que incluia a propriedade de Richerode. Maximiliano utilizou a vila para construir o Schloss Jesberg, em estilo barroco, e, na floresta cercana, construiu o Prinzessingarten para as suas filhas. Tinha também uma grande paixão por música, mantendo a sua própria orquestra. O seu estilo de vida fez com que morresse endividado.

## Descendência
- Carlos de Hesse-Cassel (30 de setembro de 1721 - 23 de novembro de 1722), morreu com um ano de idade.
- Ulrica Frederica Guilhermina de Hesse-Cassel (31 de outubro de 1722 - 28 de fevereiro de 1787), casada com o duque Frederico Augusto I de Oldemburgo; com descendência.
- Cristiana Carlota de Hesse-Cassel (11 de fevereiro de 1725 - 4 de junho de 1782), cónega da Abadia de Herford de 17 desde Abril de 1765, cónega da Abadia de Herford e, depois abadessa.
- Maria de Hesse-Cassel (25 de fevereiro de 1726 - 14 de março de 1727), morreu com um ano de idade.
- Guilhermina de Hesse-Cassel (25 de fevereiro de 1726 - 8 de outubro de 1808), casada com o príncipe Henrique da Prússia; sem descendência.
- Natimorto (Outubro de 1729)
- Isabel Sofia de Hesse-Cassel (10 de novembro de 1730 - 4 de fevereiro de 1731), morreu aos três meses de idade.
- Carolina Guilhermina de Hesse-Cassel (10 de maio de 1732 - 22 de maio de 1759), casada com o príncipe Frederico Augusto de Anhalt-Zerbst; sem descendência.